# Martin B-26 Marauder
Мартин B-26 «Мародер» (англ. Martin B-26 Marauder) — американський двомоторний середній бомбардувальник виробництва американської авіакомпанії Glenn L. Martin за часів Другої світової війни.

## Історія створення
В 1939 році армійське командування видало специфікацію 39-640 на побудову нового середнього бомбардувальника. Від літака вимагались наступні характеристики: бомбове навантаження 3000 фунтів (1361 кг.), дальність польоту 2000 миль (3218 км.), швидкість 300 миль/год (482 км/год) і бойову стелю в 20 000 футів (6100 м.). Додатково вказувалось захисне озброєння з чотирьох 7,62-мм кулеметів. В конкурсі взяли участь чотири компанії — North American (майбутній B-25 Mitchell), Douglas, Steerman і Martin.
Проєкт компанії Martin під позначенням «модель 179» розроблявся під керівництвом Пейтона Макгрудера. Новий літак мав бути високопланом з порівняно короткими крилами, однокілевим хвостовим оперенням і висувним шасі з носовою стійкою. Аеродинамічний фюзеляж виконувався як одна деталь методом гарячого штампування. Окрім цього на літаку було введено доволі багато інновацій, зокрема широко використовувались пластмаси. «Модель 179» мала оснащуватись двигунами Pratt & Whitney R-2800-5 потужністю 1850 к.с. і чотирма кулеметами — два в верхній башті і по одному в носовій і хвостовій установках.
В липні 1939 року проєкт Martin був визнаний кращим і 5 серпня 1939 року компанія отримала контракт на виготовлення 201 літака, при цьому без прототипа. Перший серійний B-26 піднявся в повітря 25 листопада 1940 року, а до лютого наступного року перші 4 літаки були передані ВПС США. Загалом до квітня 1945 року було виготовлено 5288 B-26.

## Основні модифікації
- B-26 — перша модифікація з двигунами Pratt & Whitney R-2800-5 потужністю 1850 к.с. (201 екз.)
- B-26A — оснащувався двигунами R-2800-5 (перші 30 літаків) або R-2800-39 такої самої потужності. З'явилась можливість встановлювати додатковий паливний бак в бомбовому відсіку. Посилено бронювання і захист баків. Додано зовнішні підвіси для торпеди. В Великій Британії позначались Marauder Mk.I. (139 екз.)
- B-26B — оснащувався двигунами R-2800-5 (перші 207 літаків), R-2800-41 потужністю 2000 к.с. (95 літаків) або R-2800-43. Змінено хвостову частину для встановлення більшої турелі. Захисне і курсове озброєння збільшувалось протягом виробництва. Також з десятої серії (B-26B-10) збільшено розмах крил. Виготовлявся на заводі Martin в Міддл-Рівер. В Великій Британії позначались Marauder Mk.IA. (1883 екз.)
  - AT-23A — буксир повітряних мішеней. (208 B-26B було переобладнано)
  - JM-1 — аналог AT-23A для ВМС
- B-26C — аналог останніх варіантів B-26B, який виготовлявся на заводі в Омасі. В Великій Британії позначались Marauder Mk.II (1210 екз.)
  - AT-23B — буксир повітряних мішеней. (350 B-26C було переобладнано)
- B-26F — оснащувався двигунами R-2800-43, змінено кут встановлення крила і мотогондоли. В Великій Британії позначались Marauder Mk.III (300 екз.)
- B-26G — покращено бортове обладнання. В Великій Британії позначались Marauder Mk.IIIA (893 екз.)
  - TB-26G — неозброєний навчальний варіант
  - JM-2 — аналог TB-26G для ВМС

## Історія використання
Перші B-26 з'явились в бойових частинах вже навесні 1941 року, а до грудня ними було оснащено три бомбардувальні групи 22-а, 38-а і 42-а. Через велику кількість новинок і великого навантаження на крило освоєння літака йшло повільно і супроводжувалось багатьма аваріями. Літом 1942 року навіть виносилась пропозиція про припинення серійного виробництва, але з досвідченим екіпажем B-26 був дуже ефективним в боях і від ідеї відмовились.

### Тихоокеанський театр воєнних дій
Вже в лютому 1942 року 22-а бомбардувальна група була перекинута на Гаваї, де здійснювала патрульні місії. Пізніше її було перекинуто в Австралію, звідки було здійснено перший бойовий виліт — 5 квітня 1942 року 6 «Мародерів» завдали удару по Рабаулу. В наступні місяці бомбардувальні нальоти на Нову Гвінею продовжувались, зокрема 22-а група брала участь в битві в затоці Мілн в серпні 1942 і в битві при Буна-Гона в січні 1943.
B-26 взяли участь і в битві за Мідвей: вранці 4 червня 1942 року 4 B-26 з Мідвею (по два з 18-ї і 69-ї ескадрилей) спробували торпедувати авіаносець Акагі. Хоча атака провалилась і два B-26 були збиті, ця атака показала що база на Мідвеї ще становить небезпеку і адмірал Нагумо ухвалив рішення завдати другого удару. У результаті японські літаки були спорядженні бомбами, а не торпедами, що зіграло свою роль у наступній битві авіаносців. На початку червня B-26 з'явились і над Алеутськими островами, куди було перекинуто три ескадрильї.
Літом 1942 року на Нові Гебриди і Фіджі було перекинуто 38-у групу, але до листопада 1943 року вона залучалась тільки до патрулювання. З листопада група почала діяти над Гуадалканалом і до лютого було виконано 63 бомбардувальні вильоти проти берегових і морських цілей. Проте вже з 1943 року B-26 почали заміняти на B-25, який показав себе легшим в обслуговуванні, що було важливо при поганій інфраструктурі на Тихому океані.

### Середземноморський театр воєнних дій

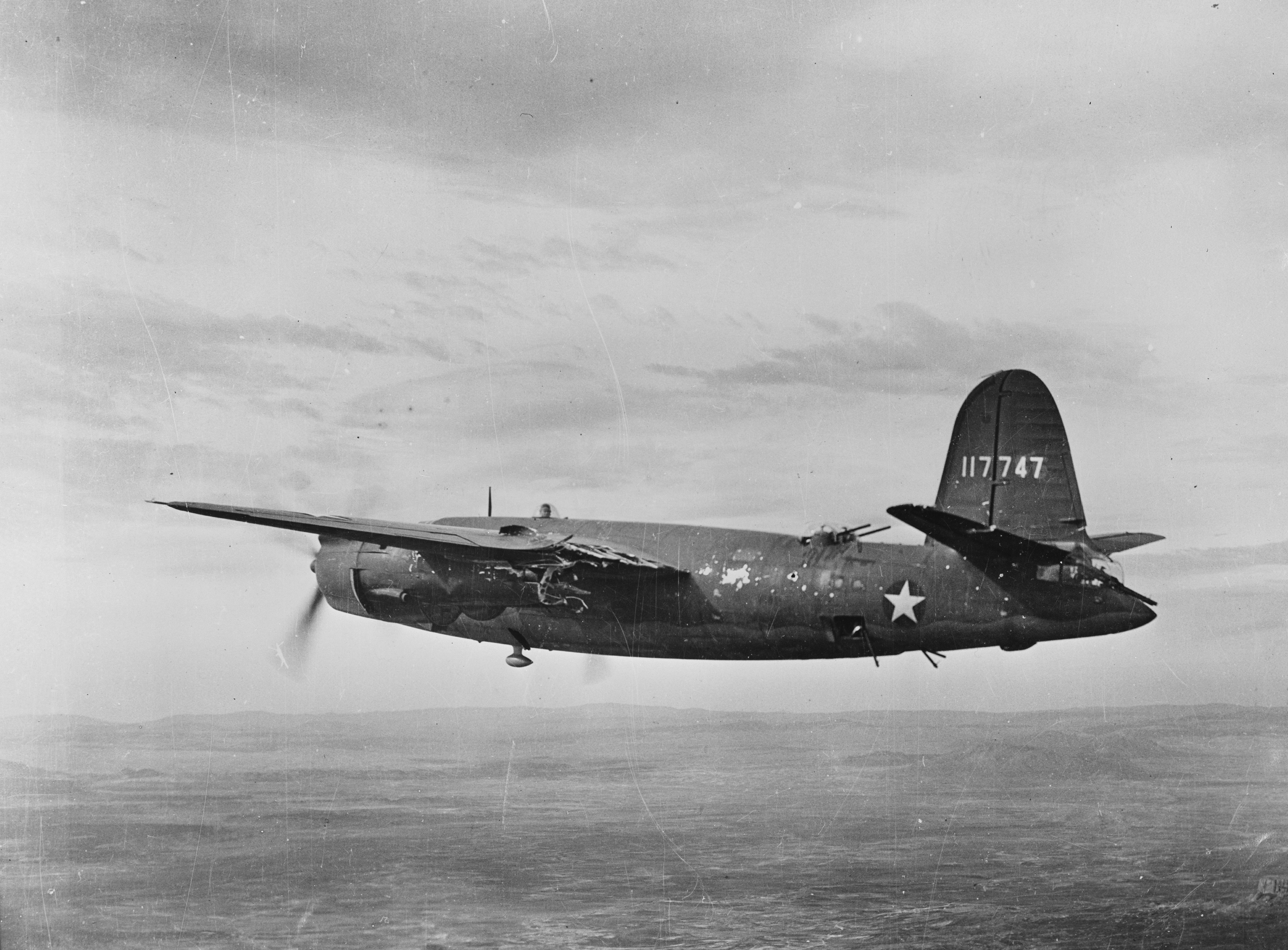
Пошкоджений B-26B 17-ї бомбардувальної групи над Тунісом.

В Північній Африці B-26 діяли в складі 319-ї, 17-ї (прибули в грудні 1942 року) і 320-ї (в квітні 1943) бомбардувальних груп. Вже на початку грудня 319-а група в повному складі тиждень бомбили позиції італо-німецьких військ біля Суса. 3-5 січня дві групи (майже 100 літаків) завдали ударів по аеродромах в Тунісі, а 14 лютого 70 B-26 завдали удару по аеродрому біля Дечимоманну на Сардинії. Масовані бомбардування цілей в Тунісі продовжувались до повного захоплення Північної Африки, після цього вони переключились на Сицилію, Сардинію і південь Італії. Можна відзначити масований наліт літаків всіх трьох груп на склади в Палермо 9 травня 1943 року і масовані бомбардування Сицилії 21 червня.
19 липня 1943 року B-26 взяли участь в нальоті на Рим, а з часом їх цілі зміщувались далі на північ. На початку 1944 року всі три групи B-26 були перебазовані на Сардинію, звідки діяли проти німецьких позицій в Італії. В серпні 17-а і 320-а групи вони підтримували висадку союзників на півдні Франції, пізніше їх передали під керівництво 7-ї армії в складі якої вони воювали до закінчення війни.

### Західноєвропейський театр воєнних дій

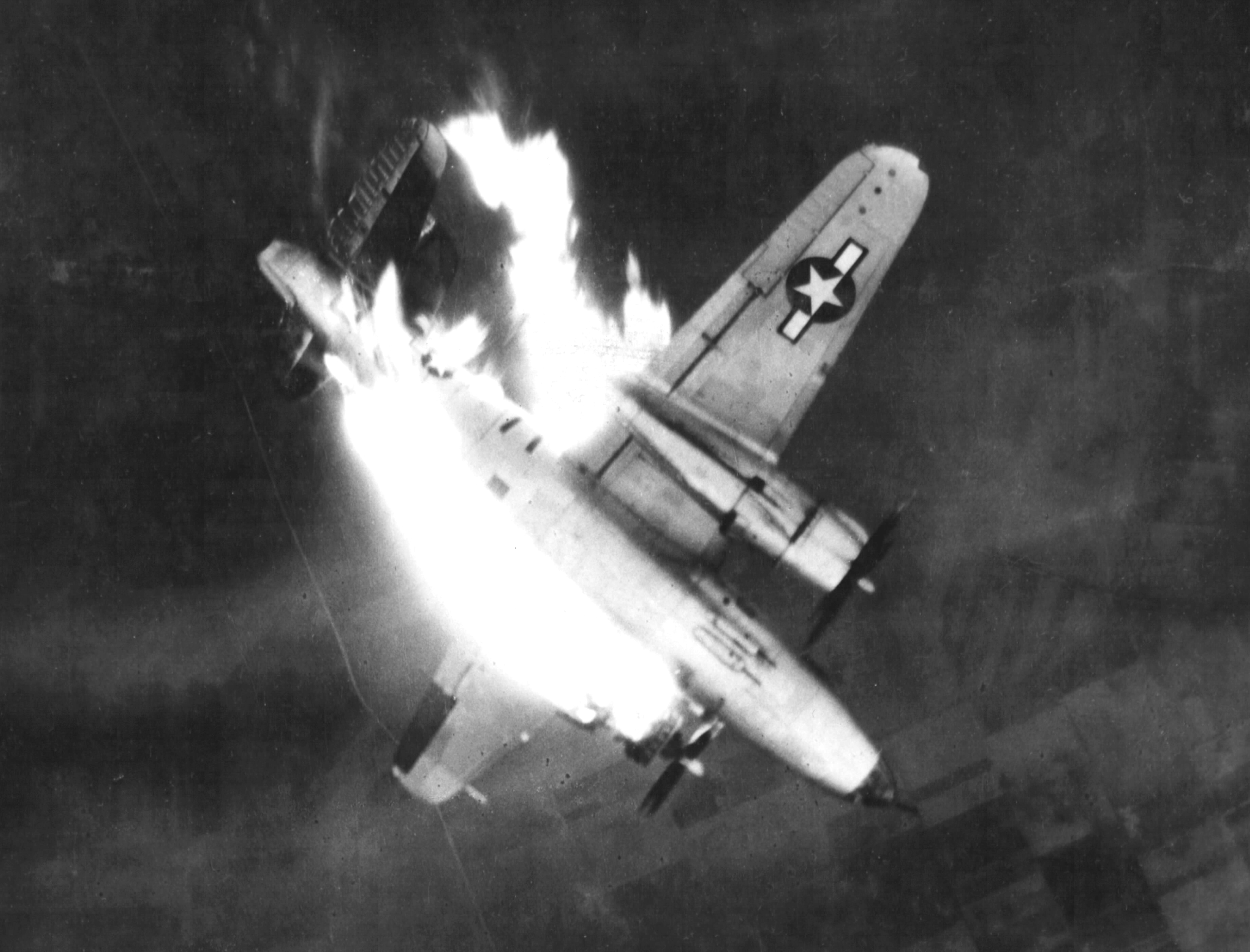
Підбитий над Німеччиною B-26. 26 лютого 1945 року.

В Британії американські частини з B-26 з'явились весною 1943 року, коли прибула 322-а бомбардувальна група спеціалізована на денних нальотах на малих висотах. Перший такий наліт відбувся 14 травня проти електростанції в Нідерландах, але операція була провальною — ціль не була вражена, а втрати склали два B-26. Наступний наліт, теж проти цієї ж електростанції, взагалі завершився катастрофою — було збито всі 11 B-26. Після цього було вирішено застосовувати їх для бомбардування з середніх висот, куди не діставали малокаліберні гармати ППО.
Через втрати вильоти було тимчасово припинено, але коли на початку літа в Британію прибуло ще три групи (323-я, 386-а і 387-а), вильоти відновились. 16 липня 1943 року 14 B-26 323-ї групи без втрат розбомбили електростанцію біля Аббевіля. До осені 1943 продовжувались нальоти проти зазлізничних вузлів, аеродромів і об'єктів інфраструктури на території Франції. В листопаді в Британії вже було 7 груп B-26, а до травня 1944 — 10.
Перед висадкою союзників в Нормандії B-26 переключились на знищення мостів, залізничних вузлів, аеродромів і берегових укріплень в районі проведення операції. Але результативність нальотів була низькою — B-26 не знищили жодного моста чи віадука. Ранком 6 червня близько 400 B-26 завдали ударів по пляжах де мав проводитись десант, при цьому удари здійснювались з висоти до кілометра. Після початку висадки B-26 продовжували діяти над полем бою знищуючи укріплені точки німецької армії. Загалом за один день B-26 здійснили 650 бойових вильотів.
Захоплення плацдарму в Франції дозволило перекинути 5 груп B-26 на материк, де вони в основному діяли проти залишків німецьких військ на атлантичному узбережжі, зокрема Бресті. В грудні 1944 року B-26 взяли участь в зупинці німецького наступу в Арденах, під час якого через погану погоду було втрачено 60 B-26, проте ці втрати були швидко відновлені і 26-27 грудня на завдання вилітало 900 B-26 щодня.
В 1945 році почалась поступова заміна B-26 на A-26, останньою операцією B-26 в Європі став бомбардувальний виліт 3 травня, в якому 8 B-26 скинули мітки для 150 A-26. Загалом на Західноєвропейському і Середземноморському ТВД B-26 здійснили близько 130 тисяч вильотів і скинули 76 тонн бомб, втративши 911 літаків.
Після війни три групи B-26 залишились в Європі, як частина окупаційних сил в Німеччині, інші були швидко розформовані. А в 1947 році B-26 було знято з озброєння.

### Інші країни

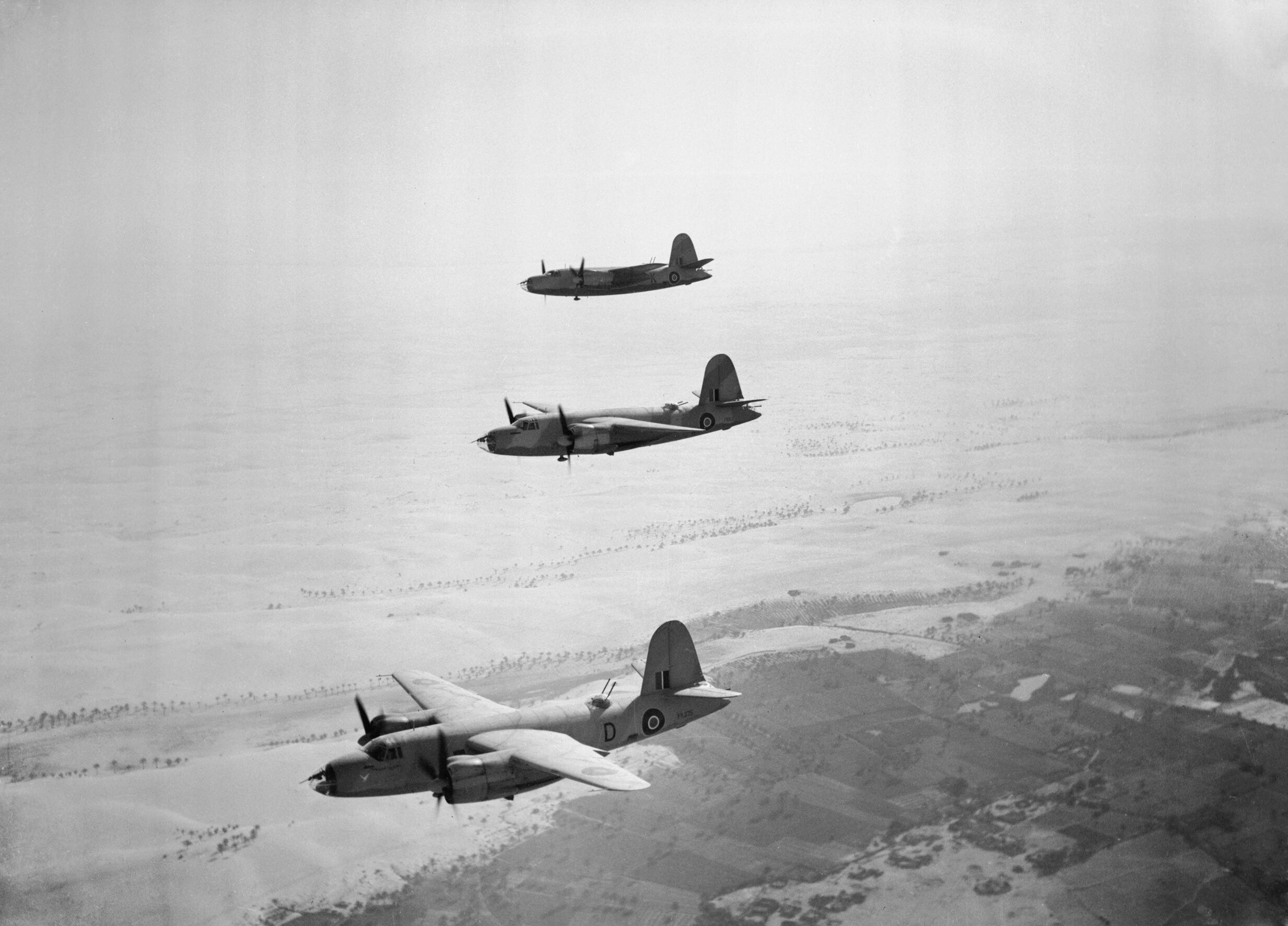
Британські «Мародери» в повітрі над Єгиптом.

В Королівських ВПС Великої Британії «Мародери» використовувались обмежено, ними було оснащено тільки 14-у і 39-у ескадрильї. Перша з 1942 року базувалась в Єгипті звідки діяла проти італійського флоту, в 1943 була переведена в Алжир де продовжила морське патрулювання, а в жовтні 1944 року її було переоснащено «Веллінгтонами». 39-а ескадрилья, базована в Італії, отримала «Мародери» тільки в грудні 1944 року, але встигла використати їх в місіях над Балканами, де підтримувала югославських партизан. Більшість отриманих Британією «Мародери» було передано Південно-африканському союзу, який оснастив ними п'ять ескадрилей, які взяли участь в італійській кампанії.
Порівняно велика кількість B-26 надійшла на озброєння ВПС Вільної Франції. Загалом було оснащено 6 груп, які діяли в Італії і південній Франції. З 1944 року французькі B-26 здійснили майже 5 тисяч вильотів, і простояли на озброєнні до 1947 року.

## Тактико-технічні характеристики

Схема B-26

Дані з Ударная авиация Второй Мировой — штурмовики, бомбардировщики, торпедоносцы

### Технічні характеристики
|                        |                        | B-26           | B-26A          | B-26B-10       | B-26G          |
| ---------------------- | ---------------------- | -------------- | -------------- | -------------- | -------------- |
| Довжина                | Довжина                | 17,07 м        | 17,76 м        | 17,76 м        | 17,70 м        |
| Висота                 | Висота                 | 6,04 м         | 6,04 м         | 6,55 м         | 6,20 м         |
| Розмах крил            | Розмах крил            | 19,81 м        | 19,81 м        | 21,64 м        | 21,64 м        |
| Площа крил             | Площа крил             | 55,93 м²       | 55,93 м²       | 61,13 м²       | 61,13 м²       |
| Маса                   | пустого                | 9696 кг        | 9862 кг        | 10 866 кг      | 10 795 кг      |
| Маса                   | спорядженого           | 12 338 кг      | 12 876 кг      | 15 422 кг      |                |
| Маса                   | максимальна злітна     |                | 14 878 кг      | 17 327 кг      | 17 327 кг      |
| Двигуни                | Двигуни                | 2 × R-2800-5   | 2 × R-2800-5   | 2 × R-2800-41  | 2 × R-2800-43  |
| Потужність             | Потужність             | 2 × 1850 к. с. | 2 × 1850 к. с. | 2 × 2000 к. с. | 2 × 2000 к. с. |
| Максимальна швидкість  | Максимальна швидкість  | 507 км/год     | 504 км/год     | 454 км/год     | 455 км/год     |
| Дальність польоту      | з 1360 кг бомб         | 1610 км        | 1610 км        | 1850 км        | 1770 км        |
| Дальність польоту      | максимальна            | 3540 км        | 4185 км        | 3220 км        |                |
| Бойова стеля           | Бойова стеля           | 7620 м         | 7165 м         | 6615 м         | 6035 м         |
| Час підйому на 4572 м. | Час підйому на 4572 м. | 12,3 хв        | 12 хв          | 12,3 хв        |                |

### Озброєння

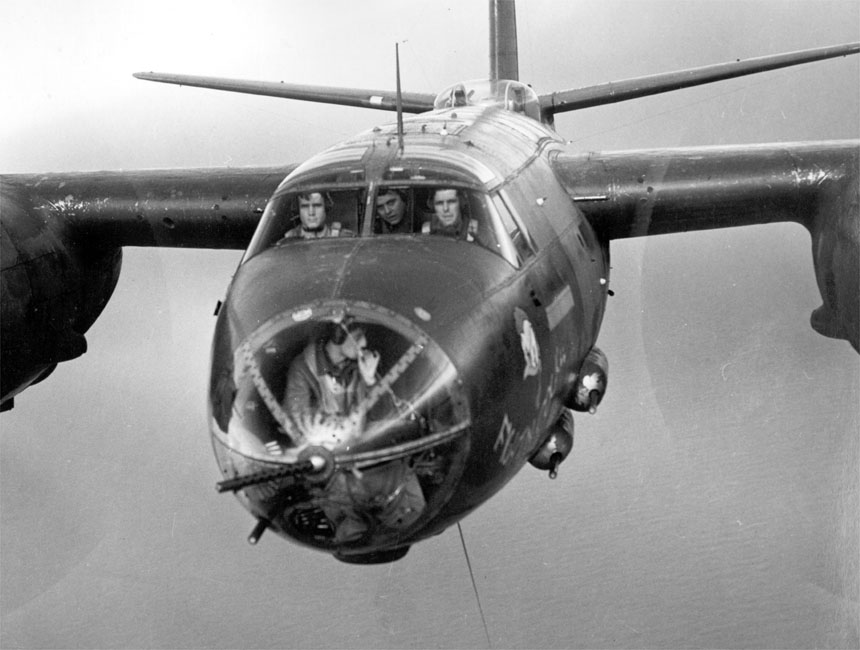
B-26C в польоті. Видно турельний кулемет в центрі, курсовий кулемет дещо нижче і два кулемети в обтічниках ззовні фюзеляжу.

|                      | B-26                                      | B-26A                 | B-26B (1-9 серії)     | B-26B (10+ серії) B-26C                               | B-26F/G                           |
| -------------------- | ----------------------------------------- | --------------------- | --------------------- | ----------------------------------------------------- | --------------------------------- |
| Курсове              | -                                         | -                     | 1 × 12,7-мм кулемет   | 1 × 12,7-мм кулемет 4 × 12,7-мм кулемети в обтічниках | 4 × 12,7-мм кулемети в обтічниках |
| Верхня установка     | 2 × 12,7-мм кулемети                      | 2 × 12,7-мм кулемети  | 2 × 12,7-мм кулемети  | 2 × 12,7-мм кулемети                                  | 2 × 12,7-мм кулемети              |
| Хвостова установка   | 1 × 7,62-кулемет                          | 1 × 12,7-мм кулемет   | 2 × 12,7-мм кулемети  | 2 × 12,7-мм кулемети                                  | 2 × 12,7-мм кулемети              |
| Носова установка     | 1 × 7,62-кулемет                          | 1 × 12,7-мм кулемет   | 1 × 12,7-мм кулемет   | 1 × 12,7-мм кулемет                                   | 1 × 12,7-мм кулемет               |
| Бокові вікна         | -                                         | -                     | 2 × 12,7-мм кулемети  | 2 × 12,7-мм кулемети                                  | 2 × 12,7-мм кулемети              |
| Бомбове навантаження | нормальне — 1360 кг максимальне — 2175 кг | максимальне — 2360 кг | максимальне — 2360 кг | максимальне — 2360 кг                                 | нормальне — 1815 кг               |
| Підвісне озброєння   | -                                         | 1 × 907 кг торпеда    | 1 × 907 кг торпеда    | 1 × 907 кг торпеда                                    | -                                 |

## Відео
- Martin B-26 Marauder Formation (C.1945) [Архівовано 28 грудня 2021 у Wayback Machine.]
- Battle Stations — B26 Marauder